# Biarritz Olympique Pays Basque
Il Biarritz Olympique Pays Basque è un club francese di rugby a 15 di Biarritz che milita nel Pro D2, campionato di seconda divisione nazionale.
Il club fu fondato nel 1913 e ha vinto 5 titoli di campione di Francia, l'ultimo nel 2006, e una European Challenge Cup.
Disputa i suoi incontri interni al Parc des sports Aguiléra di Biarritz e i suoi colori sociali sono il bianco e il rosso.

## Storia
Nel 1884, il Sig Hum-Sentoure, direttore della Scuola Jules Ferry, fonda un club sportivo, "Les Vélites". Questa associazione ha sede presso la scuola ed ha vocazione militare. Allo stesso tempo, si sviluppa un gruppo rivale, "l'Operne". Il suo presidente è il direttore della scuola Paul-Bert, un certo signor Lacoureye. Nel 1887 si svolge con gli inglesi, e in modo informale, una prima partita di rugby. Nel 1898, il Sig Hum-Sentoure fonda una nuova società, "l'amicale des anciens de Jules-Ferry" Quest'ultima si impegna in discipline come ginnastica, lotta, pugilato, scherma, sollevamento pesi, nuoto, palla. Nel 1902, "l'amicale" diventa "Stade Biarritz". Una nuova sezione, molto attiva, è creata: quella del rugby. Nel 1909, nasce un nuovo club: il "Biarritz Sporting Club". Una prima partita internazionale contro il Galles a Cardiff-Roseburg, si svolge nel 1909.

## Palmarès
- Campionati francesi: 5
1934-35, 1938-39, 2001-02, 2004-05, 2005-06
- Coppe di Francia: 2
1936-37, 1999-2000
- Challenge Cup: 1
2011-12